# روب فريند
روب فريند (بالإنجليزية: Rob Friend) (مواليد 23 يناير 1981 في روزتاون - كندا) لاعب كرة قدم كندي يلعب حاليا لصالح نادي الدرجة الأولى هرتا برلين الألماني منذ 2010 في مركز المهاجم . .

## روابط خارجية
- روب فريند على موقع الاتحاد الدولي (مؤرشف)  (الإنجليزية)
- روب فريند على موقع الاتحاد الأوربي (الإنجليزية)
- روب فريند على موقع الدوري الأمريكي (الإنجليزية)
- روب فريند على موقع قاعدة بيانات كرة القدم.إي يو (الإنجليزية)
- روب فريند على موقع بيانات كرة القدم. دي إي (الألمانية)
- روب فريند على موقع ناشيونال فوتبول تيمز (الإنجليزية)
- روب فريند على موقع Soccerway.com (الإنجليزية)
- روب فريند على موقع عالم كرة القدم.نت (الإنجليزية)
- روب فريند على موقع كووورة